# Tobias Wolff
Tobias Jonathan Ansell Wolff (Birmingham (Alabama), 19 juni 1945) is een Amerikaans schrijver. Hij is bekend om zijn korte verhalen en autobiografische herinneringen. Zijn oeuvre bestaat uit twee bundels memoires, een roman, een novelle en meerdere verhalen. Zijn minimalistische schrijfstijl doet denken aan Raymond Carver. Wolff won diverse literaire prijzen, waaronder de PEN/Faulkner Award for Fiction, vooral voor zijn fictieve memoires. Met John Updike en James Salter behoort hij tot de bekendste Amerikaanse verhalenvertellers.

## Biografie
Wolff werd geboren als Tobias Jonathan Ansell-Wolff III, zoon van Arthur Wollf en Rosemary Loftus. Zijn vader was naar verluidt een oplichter. Charmant, charismatisch en inventief, bedroog hij mensen, schreef ongedekte cheques uit, stal auto’s, gaf dwangmatig veel geld uit, was een dandy en een zwaar drinker.
Toen Wolff en zijn zes jaar oudere broer Geoffrey nog klein waren scheidden hun ouders. Tobias bleef bij zijn moeder en Geoffrey verhuisde naar het oosten van de Verenigde Staten, waar hij bij zijn vader ging wonen.
Zijn moeder hertrouwde in 1957 en Tobias kreeg van zijn stiefvader Dwight de meest uiteenlopende vernederingen en straffen te verduren. Deze ervaringen verwerkte hij in zijn roman This Boy’s Life. De laatste keer dat Wolff zijn stiefvader zag, was toen Dwight zijn moeder had proberen te wurgen. "Hij stond daar in een sneeuwstorm, vastgehouden door politiemannen. Mijn moeder had wekenlang rode plekken op haar keel. Ze vonden het mes dat hij naar haar gegooid had later in de heg." Toen het boek in 1989 uitkwam, leefde Dwight nog. Hoewel hij doodziek was, heeft een van zijn kleindochters het boek hardop aan hem voorgelezen.
De twee broers werden in 1961 herenigd - Tobias was 16 en Geoffrey 23 - als twee weeskinderen. Geterroriseerd door een gewelddadige stiefvader en afhankelijk van zijn tobberige moeder verzon hij verhalen om te overleven. Tobias Wolff schreef zijn eerste verhaal, toen hij pas zes jaar oud was. Als puber nam hij zijn toevlucht tot bedrog om aan het huiselijk geweld te ontsnappen.
Om een beurs te krijgen voor de Hill School in Pennsylvania, een internaat, had hij aanbevelingsbrieven nodig. Hij schreef ze zelf (onder een valse naam) en roemde zijn academische, sociale en sportieve prestaties. Hij werd aangenomen, maar deze idylle duurde slechts twee jaar totdat de school hem verwijderde.
Korte tijd later meldde hij zich voor het leger en kreeg een training als lid van de United States Army Special Forces. In de lente van 1967 werd hij uitgezonden naar Vietnam. Wolff koos het regime van het leger als alternatief voor het terugzinken in de chaos van alledag. Na zijn training, leerde hij een aantal basale woorden in het Vietnamees en werd aangesteld als adviseur van een Zuid-Vietnamees bataljon in de Mekongdelta.
Na zijn diensttijd studeerde hij af aan de Universiteit van Oxford. Na een korte periode als verslaggever bij The Washington Post, verhuisde hij naar Californië en zette zich tot het schrijven van verhalen. Zijn talent werd herkend en hij kreeg een studiebeurs als writer in residence aan de Stanford-universiteit; zijn masters behaalde hij in 1978.
Wolff trouwde in 1975 met een maatschappelijk werkster uit San Francisco, Catherine Dolores Spohn, en ze kregen drie kinderen. Hij werkt als hoogleraar Engels en creative writing aan de Stanford-universiteit.

## Schrijver
Vietnam maakte de schrijver in hem wakker. Alle auteurs die hij bewonderde, Hemingway, Faulkner en Norman Mailer, hadden militaire ervaring en ook Wolff zelf verklaart dat een literaire impuls hem voor het leger deed kiezen. Zijn broer Geoffrey (die ook korte verhalen schrijft) verklaart dat "extreme ervaringen zich niet beperken tot situaties van geweld of een ramp. Maar door zijn oorlogservaringen kon Toby zich met gezag inbeelden hoe mensen kunnen reageren op verleidingen, terreur en onverschilligheid."
Zijn terugkeer uit Vietnam betekende ook het einde van een levensfase: "Toen ik bij het leger ging, had ik geen behoefte meer om mensen te bedonderen. Achteraf gezien hebben al die leugens me weinig goeds opgeleverd. Alhoewel ik wel geloof dat al die verbeeldingskracht die je nodig hebt om leugens te verzinnen mij heeft geholpen om een goede schrijver te worden."
Zijn bekendste boeken zijn This Boy's Life (dat later verfilmd is, met Leonardo DiCaprio in de hoofdrol), Old School en In Pharaoh’s Army. Het laatst genoemde is een portret van hem als 22-jarige in een voortdurende staat van angst voor de dreiging van het oorlogsgeweld in Vietnam. Een combinatie van patriottisme en overlevingsinstinct hield hem overeind en zorgde dat hij weer veilig thuis kwam.
Veel van Wolffs fictie en memoires zijn verfraaide of geredigeerde versies van zijn persoonlijke geschiedenis. "In die zin zijn al mijn verhalen op de een of andere manier autobiografisch", zegt hij, "de ene keer omdat ze verbonden zijn met gebeurtenissen die daadwerkelijk hebben plaats gevonden of soms zijn het beschrijvingen van een bepaald personage. Maar al die personages zijn ook weer een afspiegeling van mijzelf."
Vanuit zijn eigen ervaringen en herinneringen, hoe subjectief en gekleurd die ook zijn, schrijft hij zijn memoires. Een kortverhaal is ook voor hem op een andere manier completer dan een roman. "Je bouwt een emotionele spanning op die je in een roman niet bereikt."
Vanaf het begin van zijn carrière worden zijn korte verhalen vergeleken met het werk van Raymond Carver en Richard Ford. Het drietal rekende men tot een stroming die dirty realism wordt genoemd.
Wolff vreest niet voor de toekomst van het korte verhaal. Zijn enige zorg is het afnemend aantal lezers. Tegelijkertijd beseft hij dat dit genre altijd al een klein deel van de bevolking heeft aangesproken. Verwijzend naar de verhalen van James Joyce en Hemingway voelt hij dat met deze vorm van literatuur perfectie binnen handbereik ligt.
In 2008 verscheen een verzamelbundel kortverhalen, Our Story Begins (Hier begint het verhaal), een mengeling van nieuwe en eerder verschenen verhalen.In deze verzamelbundel schrijft Tobias Wolff over uiteenlopende zaken als eerste liefdes, het begraven van je moeder, een uit de hand gelopen jachtpartij, over de cynische makelaar die zijn broer uit een religieuze commune komt halen. Knack verwoordt het zo: "Wat hij schrijft pakt je bij je nekvel, bezorgt je koude rillingen en laat je niet meer los."

## Werk
- Ugly Rumours, 1975, roman
- In the Garden of the North American Martyrs, 1981, korte verhalen
- Hunters in the Snow, 1982, korte verhalen
- Matters of Life and Death: New American Stories, 1983, korte verhalen
- The Barracks Thief, 1984, novelle
- Back in the World, 1985, korte verhalen
- This Boy’s Life, 1989, memoires (verfilming: 1993)
- Best American Short Stories, 1994
- The Vintage Book of Contemporary American Short Stories, 1994
- In Pharaoh's Army, 1994 – Memoires
- Two Boys and a Girl (Bloomsbury Birthday Quids), 1996, korte verhalen
- The Night in Question, 1997, korte verhalen
- Old School, 2003, roman
- Our Story Begins: New and Selected Stories, 2008 (Hier begint het verhaal), uitgeverij Atlas, 2010